# Giacomo Palombella
Giacomo Palombella (Acquaviva delle Fonti, 19 gennaio 1898 – Acquaviva delle Fonti, 31 gennaio 1977) è stato un arcivescovo cattolico italiano.

## Biografia
Monsignor Giacomo Palombella nasce il 19 gennaio 1898 ad Acquaviva delle Fonti, un comune nell'allora provincia di Bari. I suoi genitori Vitantonio e Beatrice Maselli, entrambi originari del capoluogo pugliese, lavoravano come contadini in una scarsa terra e vivevano a Cassano delle Murge, comune poco distante da Acquaviva. All'età di quindici anni comincia ad appassionarsi in maniera particolarmente profonda per il mondo della Chiesa e nel 1916 entra in seminario.
Il 24 febbraio 1923, all'età di venticinque anni, riceve l'ordinazione presbiterale nella cattedrale di Santa Maria Assunta di Altamura dal vescovo Adolfo Verrienti, prelato di Altamura e Acquaviva delle Fonti.
Il 14 marzo 1946, all'età di quarantotto anni, viene nominato vescovo di Muro Lucano da papa Pio XII. Riceve la consacrazione episcopale nella cattedrale di San Nicola di Muro Lucano il 19 maggio dello stesso anno dall'allora arcivescovo Marcello Mimmi, arcivescovo metropolita di Bari e Canosa, co-consacranti Augusto Bertazzoni, vescovo di Potenza e Marsico Nuovo, e Giuseppe Della Cioppa, prelato di Altamura e Acquaviva delle Fonti.
Il 3 gennaio 1951 viene nominato vescovo di Calvi e Teano dallo stesso papa Pio XII che, il 2 luglio 1954, lo promuove arcivescovo metropolita di Matera.
Si ritira il 12 giugno 1974 per raggiunti limiti d'età diventando arcivescovo emerito.
Muore ad Acquaviva delle Fonti il 31 gennaio 1977 all'età di settantanove anni.
Dopo la sua scomparsa viene intitolata una via con il suo nome nel comune di Acquaviva delle Fonti.

## Genealogia episcopale e successione apostolica
La genealogia episcopale è:
- Cardinale Scipione Rebiba
- Cardinale Giulio Antonio Santori
- Cardinale Girolamo Bernerio, O.P.
- Arcivescovo Galeazzo Sanvitale
- Cardinale Ludovico Ludovisi
- Cardinale Luigi Caetani
- Cardinale Ulderico Carpegna
- Cardinale Paluzzo Paluzzi Altieri degli Albertoni
- Papa Benedetto XIII
- Papa Benedetto XIV
- Cardinale Enrico Enriquez
- Arcivescovo Manuel Quintano Bonifaz
- Cardinale Buenaventura Córdoba Espinosa de la Cerda
- Cardinale Giuseppe Maria Doria Pamphilj
- Papa Pio VIII
- Papa Pio IX
- Cardinale Alessandro Franchi
- Cardinale Giovanni Simeoni
- Cardinale Vincenzo Vannutelli
- Cardinale Giovanni Battista Nasalli Rocca di Corneliano
- Cardinale Marcello Mimmi
- Arcivescovo Giacomo Palombella

La successione apostolica è:
- Cardinale Michele Giordano (1972)